# Sgùrr nan Conbhairean
Der Sgùrr nan Conbhairean ist ein 1.109 m (3.638 ft) hoher, als Munro und Marilyn eingestufter Berg in Schottland. Sein gälischer Name kann in etwa mit Spitze des Hüters der Jagdhunde übersetzt werden. Der Berg liegt östlich der historischen Region Kintail in der Council Area Highland, etwa 35 Kilometer südöstlich von Kyle of Lochalsh und knapp 40 Kilometer nördlich von Fort William. Er ist Teil einer Bergkette zwischen dem Glen Affric und Loch Cluanie, die insgesamt fünf Munros aufweist. 
Vier der Gipfel der Bergkette, außer dem Sgùrr nan Conbhairean der A’ Chràlaig, der Mullach Fraoch-choire und der Sàil Chaorainn, werden als Cluanie Horseshoe oder South Affric Horseshoe bezeichnet, da sie über einen gemeinsamen, sich nach Norden hufeisenförmig öffnenden Grat miteinander verbunden sind. Der massige und vor allem auf der Ostseite von steilen Felskaren geprägte Sgùrr nan Conbhairean liegt im Südosten des Cluanie Horseshoe. Sein markanter Gipfelkegel ist etwas zurückgesetzt und, anders als die benachbarten Munros, vom Nordufer von Loch Cluanie aus durch Vorgipfel und seine Nachbarn verdeckt und nicht sichtbar. 
Vom durch einen Cairn gekennzeichneten Gipfel gehen drei größere Grate aus. Nach Norden führt ein schmaler Grat zum benachbarten, 1.002 m (3.287 ft) hohen Sàil Chaorainn, dem nächsten Munro des Cluanie Horseshoe. Der teils sehr schmale Südwestgrat des Sgùrr nan Conbhairean führt über den 1.001 m (3.284 ft) hohen Vorgipfel Drochaid an Tuill Easaich zum 727 m hohen Bealach Choire a’ Chait, über den der Übergang zum 1.120 m (3.675 ft) hohen A’ Chràlaig möglich ist, ebenfalls einer der Munros des Cluanie Horseshoe. Am Drochaid an Tuill Easaich verzweigt sich der Grat in den nach Westen zum Bealach Choire a’ Chait führenden Grat und einen nach Süden führenden Grat, der im 680 m (2.231 ft) hohen Vorgipfel Meall Breac oberhalb von Loch Cluanie endet. Der dritte vom Gipfel ausgehende Grat führt über den Glas Bealach und den 998 m (3.274 ft) hohen Vorgipfel Creag a’ Chaorainn nach Südosten zum 1.002 m (3.287 ft) hohen Càrn Ghluasaid, dem fünften Munro der Bergkette, der abseits des Cluanie Horseshoe liegt. Direkt vom Gipfel des Sgùrr nan Conbhairean führt zudem ein kurzer felsiger Grat nach Osten, der in das breite, von den Felswänden des Sgùrr nan Conbhairean und des Creag a’ Chaorainn geprägte Coire Sgreumh hineinreicht. Die Westseite des Sgùrr nan Conbhairean ist von steilen Grashängen geprägt, die das Coire a’ Chait überragen, den obersten Teil des breiten, vom Cluanie Horseshoe umgebenen Gleann na Cìche.

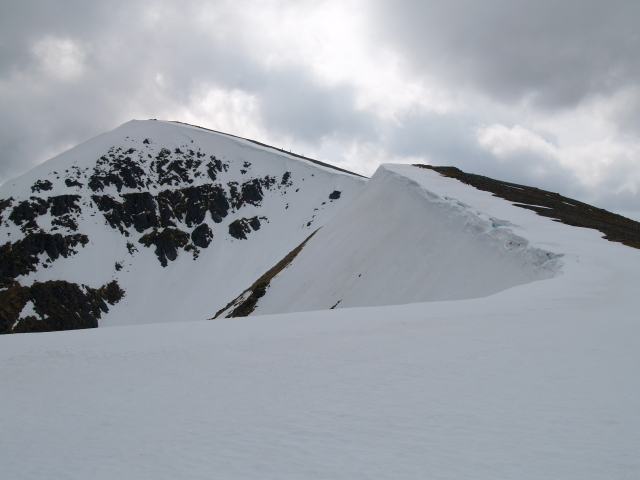
Blick vom Nordgrat des Sgùrr nan Conbhairean zum Gipfelkegel
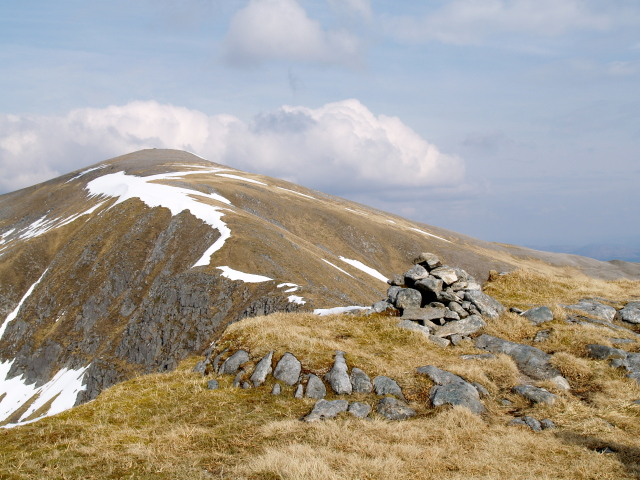
Der Gipfelcairn des Drochaid an Tuill Easaich, Blick nach Nordosten zum Hauptgipfel des Sgùrr nan Conbhairean
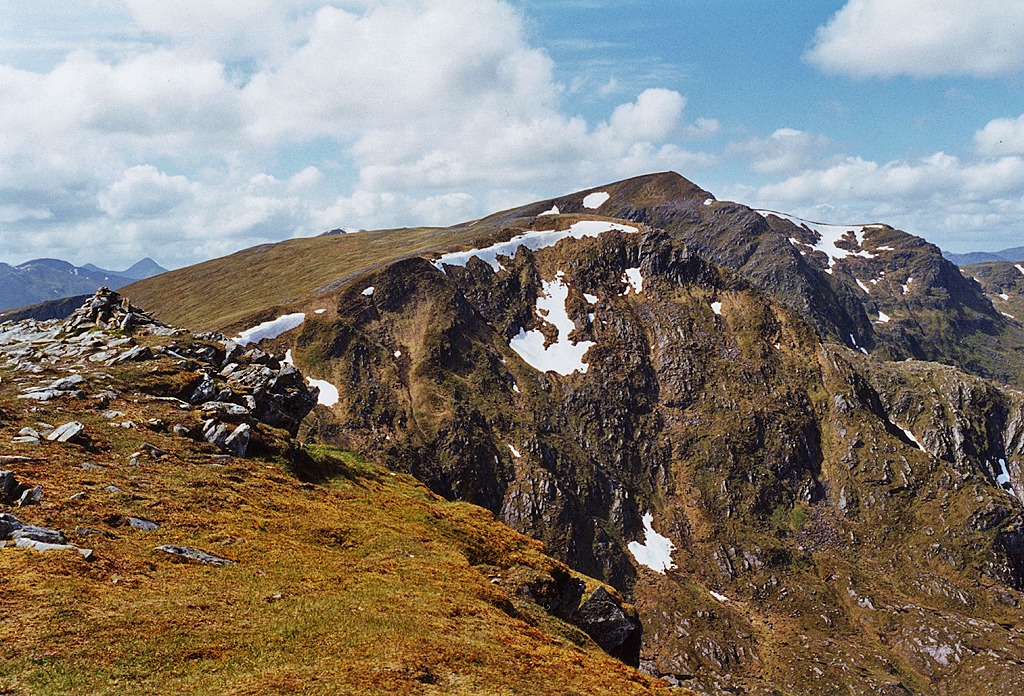
Blick vom Càrn Ghluasaid nach Westen zum Gipfel des Sgùrr nan Conbhairean, im Vordergrund der Vorgipfel Creag a’ Chaorainn und dessen felsige Nordseite
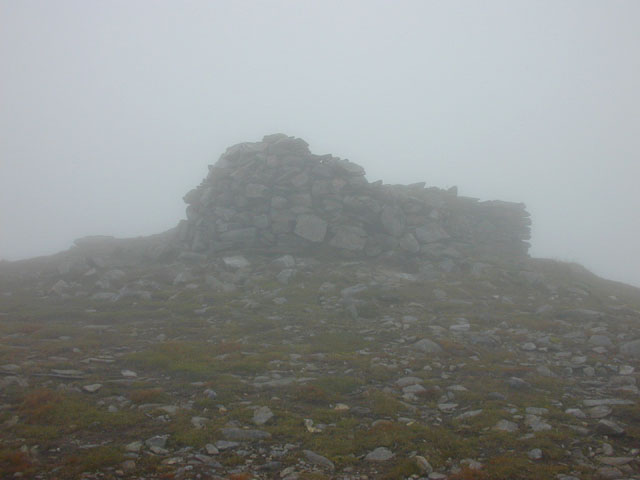
Der Gipfelcairn des Sgùrr nan Conbhairean

Erreichbar ist der Sgùrr nan Conbhairean am einfachsten von Süden. Ein möglicher Ausgangspunkt ist ein Parkplatz an der A87 östlich des Cluanie Inn am Nordufer von Loch Cluanie. Von dort führt ein steiler Anstieg über den Meall Breac und den Südgrat zum Drochaid an Tuill Easaich und weiter über den Hauptgrat des Cluanie Horseshoe zum Gipfel. Viele Munro-Bagger kombinieren den Sgùrr nan Conbhairean mit einer Besteigung der beiden Nachbarn Càrn Ghluasaid und Sàil Chaorainn, die beide lediglich durch relativ geringe Schartenhöhen von ihm getrennt sind. Für eine Besteigung im Rahmen einer Tour über alle vier Munros des Cluanie Horseshoe ist die einsam im Glen Affric gelegene Jugendherberge Alltbeithe ein geeigneter Ausgangspunkt, die ausschließlich zu Fuß oder per Mountainbike erreicht werden kann. Die Tour kann entweder mit dem Mullach Fraoch-choire oder dem Sail Chaorainn begonnen werden und führt über den gesamten Grat. 